# Festa di Gràcia

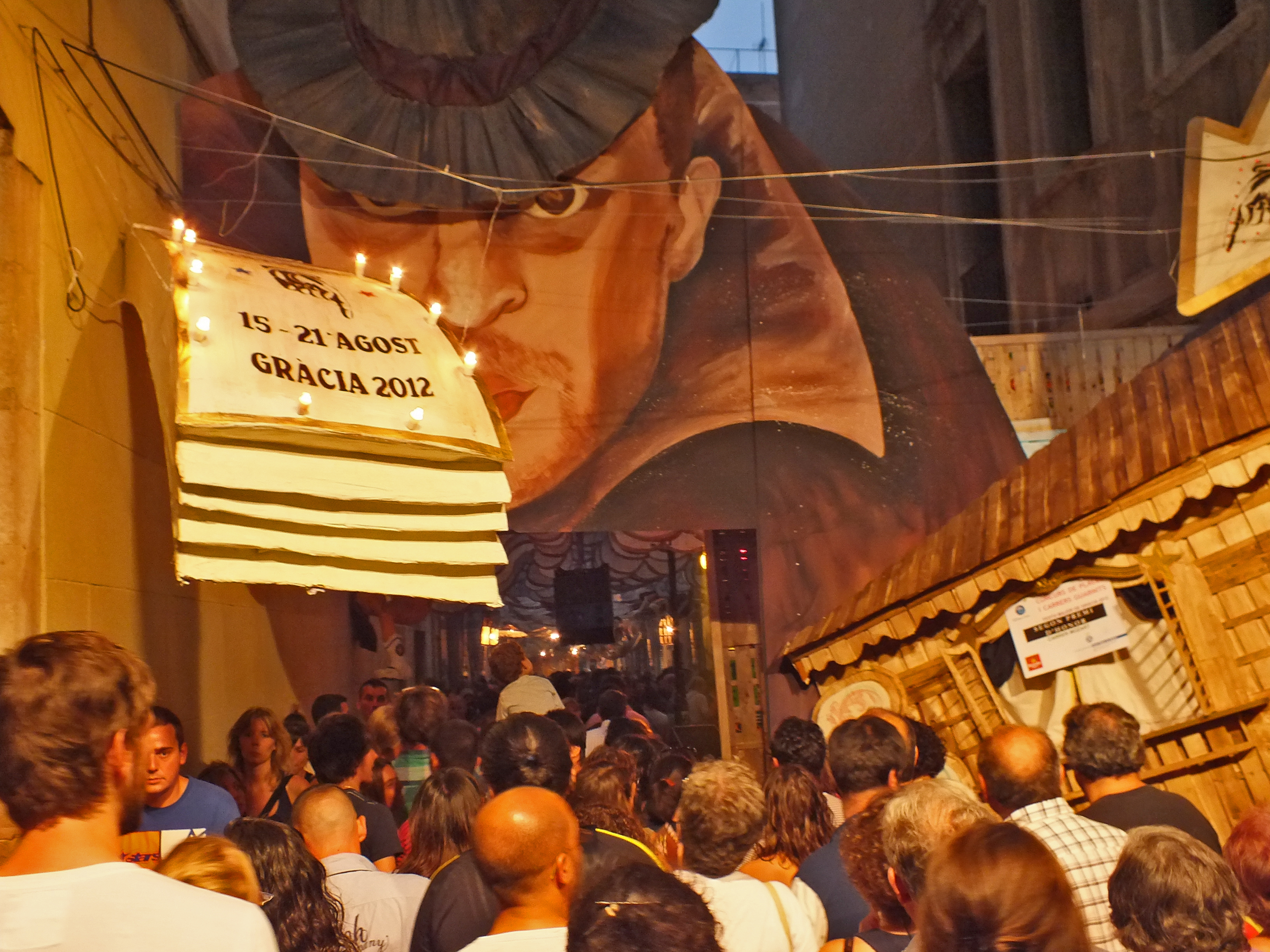
Festa di Gracia, Barcellona, 2012

La Festa di Gràcia o Festa Major de Gràcia è una festa popolare che si tiene nel distretto di Gràcia di Barcellona dal 15 di agosto e proseguono per un lasso di tempo che può andare dai sette ai dieci giorni. L’elemento distintivo del festival è la decorazione delle strade, tutte le vie si sfidano per il premio per la meglio decorata. Durante la settimana si tengono anche vari concerti, balli popolari, spettacoli come torri umane (Castell) e altri della tradizione popolare (gegant i capgross, correfoc) e religiosa. Le celebrazioni sono in onore di Nostra Signora di Gràcia.

## Storia e celebrazione
Il quartiere di Gracia è situato nella pianura di Barcellona, il primo nucleo abitativo si venne a formare intorno al XVII secolo intorno alla Chiesa di Nostra Signora di Gràcia e San Giuseppe, quest'ultimo conosciuto anche come Josepets. Nella prima metà dell’Ottocento Gracia, insieme al quartiere di El Raval, divenne il centro produttivo della nascente industria manifatturiera di Barcellona. Nel 1850 il quartiere si dichiarò indipendente e da Gracia divenne Vila de Gracia, con municipio proprio. L’indipendenza durerà fino al 1897 quando venne annessa nuovamente a Barcellona.
Originariamente la festa di Gracia veniva celebrata il 15 maggio, giorno di Sant Isidoro, protettore degli agricoltori. Tuttavia, nel 1812, quando venne abbattuto il convento di Gesù che si trovava a metà strada tra la città e la villa di Gracia, i monaci che abitavano li furono costretti a spostarsi nel convento di Josepets. Li iniziarono a celebrare una festa, il 15 agosto, giorno dell’assunzione della Vergine Maria.
La prima testimonianza scritta della festa risale al 1817, in un’annotazione dello storico Francesc Curet i Payrot. Egli parla di una processione festiva per celebrare il ritorno dell’immagine della Madre di Dio al suo posto originario, dopo averla tenuta nascosta nella Masia Can Trilla per evitare la sua possibile distruzione durante la Guerra d'indipendenza spagnola.
Dal 1850 con l’emancipazione del quartiere, l’industrializzazione e lo sviluppo demografico si iniziò a celebrare la festa dal 15 agosto, prolungandola per una settimana o dieci giorni.
Agli inizi del XX secolo è documentato che si effettuavano spettacoli scenografici nelle vie decorate a festa. Prendevano parte gli artisti più conosciuti dell’epoca come Salvador Alarma e Adrià Gual. In questi anni si iniziò il concorso di decorazione delle vie e nel 1935 si creò il Comitè de Fires i Festes, precedente all’attuale Fondazione della Festa Major di Gracia.
Durante la dittatura di Franco la festa iniziò ad avere un tono rivendicativo, a favore, sia della democrazia che della cultura catalana a causa della forte repressione del catalanismo durante tutta l’epoca. Il modo di reazionare al regime franchista era attraverso i balli di sardana, concerti di artisti come Raimon e Joan Manuel Serrat.
Tuttavia, negli anni 1970 la tradizione iniziò a perdere popolarità; nel 1975 vennero decorate solo cinque vie mentre altre vie e piazze organizzavano feste alternative. Poco a poco, però, la tradizione fu recuperata e al giorno d’oggi la Festa de Gràcia è uno degli elementi sociali e culturali emblematici del quartiere, insieme alla Festa di San Medir. Nel 1997 la Generalitat de Catalunya decretò la Festa Major de Gràcia festa tradizionale di interesse nazionale.